# Martyrs de la Pentecôte
 (mars 2022).
Si vous disposez d'ouvrages ou d'articles de référence ou si vous connaissez des sites web de qualité traitant du thème abordé ici, merci de compléter l'article en donnant les références utiles à sa vérifiabilité et en les liant à la section « Notes et références ».
Les Martyrs de la Pentecôte sont quatre hommes politiques congolais exécutés par pendaison après avoir eu les yeux crevés le 2 juin 1966 sous le régime de Mobutu Sese Seko.

## Victimes
Les quatre martyrs sont Jérôme Anany, ministre de la Défense dans le gouvernement de Cyrille Adoula, Emmanuel Bamba, sénateur et dignitaire de l’Église kimbanguiste, Évariste Kimba, Premier ministre jusqu’en novembre 1965 et Alexandre Mahamba, ministre des Affaires foncières dans le gouvernement de Cyrille Adoula.

## Analyse
Selon Lawrence « Larry » Devlin, la période était teintée de multiples tentatives de coups d'état. Les services de renseignements congolais (la sûreté nationale) dirigés à l'époque par son autoproclamé directeur Victor Nendaka Bika étaient tellement efficaces qu'ils évinçaient tout complot dans l'œuf. Dans ce contexte, le scénario macabre des pendaisons publiques avait certainement pour objectif de « montrer l'exemple » et de limiter les éventuels velléités de coup d'état par d'autres acteurs politiques et/ou militaires pendant cette période de haute tension entre Guerre Froide et rébellion muléliste.

## Hommage
Le Stade Kamanyola fut rebaptisé Stade des Martyrs de la Pentecôte en leur honneur. Le Stadium des Martyrs est aussi nommé après eux.